# Martyrs de Natal
Les martyrs de Natal constituent un groupe de trente personnes - deux prêtres et 28 laïcs -  catholiques brésiliens, assassinés  en juillet et octobre 1645 par des calvinistes hollandais et groupes indiens protestants. Morts in odium fidei (durant la célébration eucharistique), ils furent déclarés martyrs par l'Église catholique et canonisés en octobre 2017 par le pape François. Premiers martyrs brésiliens, ils sont vénérés comme saints et liturgiquement commémorés le 16 juillet.

## Histoire
Le père André de Soveral, prêtre brésilien, né en 1572 est martyrisé le 16 juillet 1645 dans la chapelle de la Madone des Chandelles à Cunhaú avec l'un de ses paroissiens, par une troupe de soldats calvinistes hollandais, qui menaient une vive persécution contre les communautés catholiques. 
Le père Ambrósio Francisco Ferro, martyrisé le 3 octobre 1645 avec un grand nombre de ses paroissiens, subit diverses tortures avant d'être abattu. Les assaillants furent un groupe de soldats hollandais et de 200 indiens récemment convertis au protestantisme, mené par le chef indigène Antonio Paraopaba.

## Liste des martyrs[2]

### Assassinés à Cunhaú le 16 juillet 1645
- André de Soveral, né en 1572, prêtre diocésain
- Domingo Carvalho, laïc

### Assassinés à Uruaçu le 3 octobre 1645
- Ambrósio Francisco Ferro, prêtre diocésain
- Antonio Vilela, laïc, époux et père de famille
- João do Porto, laïc
- Francisco de Bastos, laïc
- Diego Pereira, laïc
- João Lostau Navarro, laïc
- Antonio Vilela Cid, laïc
- Estévão Machado de Miranda, laïc
- Vicente de Souza Pereira, laïc
- Francisco Mendes Pereira, laïc
- João da Silveria, laïc
- Simão Correia, laïc
- Antonio Baracho, laïc
- Mateus Moreira, laïc
- João Martins, laïc
- Manuel Rodrigues Moura, laïc
- la femme de Manuel Rodrigues, laïque
- la fille de Antonio Vileva, enfant
- la fille de Francisco Dias, enfant
- 7 jeunes compagnons de João Martins
- 2 filles d'Estévão Machado de Miranda

## Vénération et culte
C'est le 6 juin 1989 que le Saint-Siège autorise le diocèse de Natal à ouvrir la procédure de béatification et canonisation des 30 martyrs brésiliens. L'enquête diocésaine s'est clôturée le 25 novembre 1994 et envoyée à Rome, où la Positio a été étudié par la Congrégation pour les causes des saints. Le 21 décembre 1998, le pape Jean-Paul II promulgue le décret reconnaissant le martyre d'André de Soveral et de ses 29 compagnons, permettant ainsi leur béatification.
Le 5 mars 2000, le pape Jean-Paul II célèbre leur béatification sur la place Saint-Pierre de Rome.
Le 23 mars 2017, le pape François promulgue un décret permettant leur canonisation. Au cours du consistoire le 20 avril suivant, on fixe la date de la cérémonie au 15 octobre 2017. Elle a été célébrée en place Saint-Pierre à Rome, le dimanche 15 octobre 2017, par le Saint-Père.

### France
L'un des martyrs était Jean Lostau Navarro, originaire du royaume de Navarre, alors annexé à la France après l'accession au trône d'Henri III de Navarre. Il a donc été considéré comme Français par le Saint-Siège et une délégation officielle, dirigée par Nathalie Loiseau, a assisté à la messe de canonisation. À cette occasion, elle avait annoncé la volonté du président Macron d'accomplir une visite diplomatique au Vatican (la rencontre a eu lieu en juin 2018).

## Sources
- Anita Bourdin, « Causes des saints : canonisation de martyrs du Brésil - dont un Français - et d'enfants du Mexique », sur zenit.org, Zenit, 23 mars 2017 (consulté le 26 mars 2017).
- Antonio Borrelli ed Emilia Flocchini, "Santi 30 Martiri del Brasile", sur Santibeati.it (http://www.santiebeati.it/dettaglio/92442).

### Article lié
- Massacres de Cunhau et Uruaçu